# Acer erythranthum
Acer erythranthum вид клена, ендемік В'єтнаму, де він росте на висоті 500 метрів. Вид зустрічається в багатьох провінціях, включаючи Quang-tri, Thừa Thiên-Huế, Gia Lai, Kon Tum, Lam Dong. Цей вид зустрічається у вічнозелених лісах, часто на глибоких родючих ґрунтах. Ця порода використовується як деревина для будівництва та виготовлення предметів побуту